# Àmbit d'ús
En sociolingüística, s'anomena àmbit d'ús al conjunt d'actes comunicatius que requereixen l'ús d'una determinada llengua, i que mantenen una similitud entre ells quant al context social o sistema comunicatiu en què es realitzen. Per exemple, l'àmbit d'ús judicial, l'àmbit de la televisió, l'educatiu, etc., inclouen tots els actes comunicatius que es realitzen en aquests entorns o camps.